# Harriet Brooks
Harriet Brooks (2. července 1876 Exeter, Ontario – 17. dubna 1933 Montréal) byla první kanadská jaderná fyzička. Nejvíce se proslavila výzkumem radioaktivity. Objevila atomový zpětný ráz a transmutaci prvků při radioaktivním rozpadu. Patří mezi první vědce, kteří objevili radon a pokusili se určit jeho atomovou hmotnost.
Ernest Rutherford, který vedl její absolventskou práci, považoval její schopnosti za srovnatelné s Marií Curie-Sklodowskou. Její současníci ji spolu s Marií Curie-Sklodowskou, Lise Meitnerovou a Bertou Karlíkovou považovali za vynikající ženu v oblasti výzkumu radioaktivity.

## Raná léta
Harriet se narodila 2. července 1876 v Exeteru v Ontariu Georgovi a Elizabeth Warden Brooksovým. Byla třetí z devíti dětí. Její otec George Brooks pracoval ve svém vlastním mlýně, dokud nevyhořel. Poté podporoval rodinu tím, že pracoval jako obchodní cestující pro firmu prodávající mouku. Harriet se během dětství se svou rodinou přestěhovala po Quebecu, kde navštěvovala Seaforth Collegiate Institute. Její rodina se nakonec usadila v Montrealu.

### Vysokoškolské vzdělání
V roce 1894 Harriet nastoupila na McGillovu univerzitu v Montrealu jako jediná studující žena. Její sestra Elizabeth ji začala navštěvovat o šest let později. Harriet získala stipendium na poslední dva roky svého bakalářského studia, neboť před tím jej na základě diskriminace pohlaví nemohla dostat. V roce 1898 absolvoval s vyznamenáním na B.A. v matematice a přírodní filozofii. Získala cenu Anne Molson Memorial za vynikající výkon v matematice.

### Postgraduální výzkum

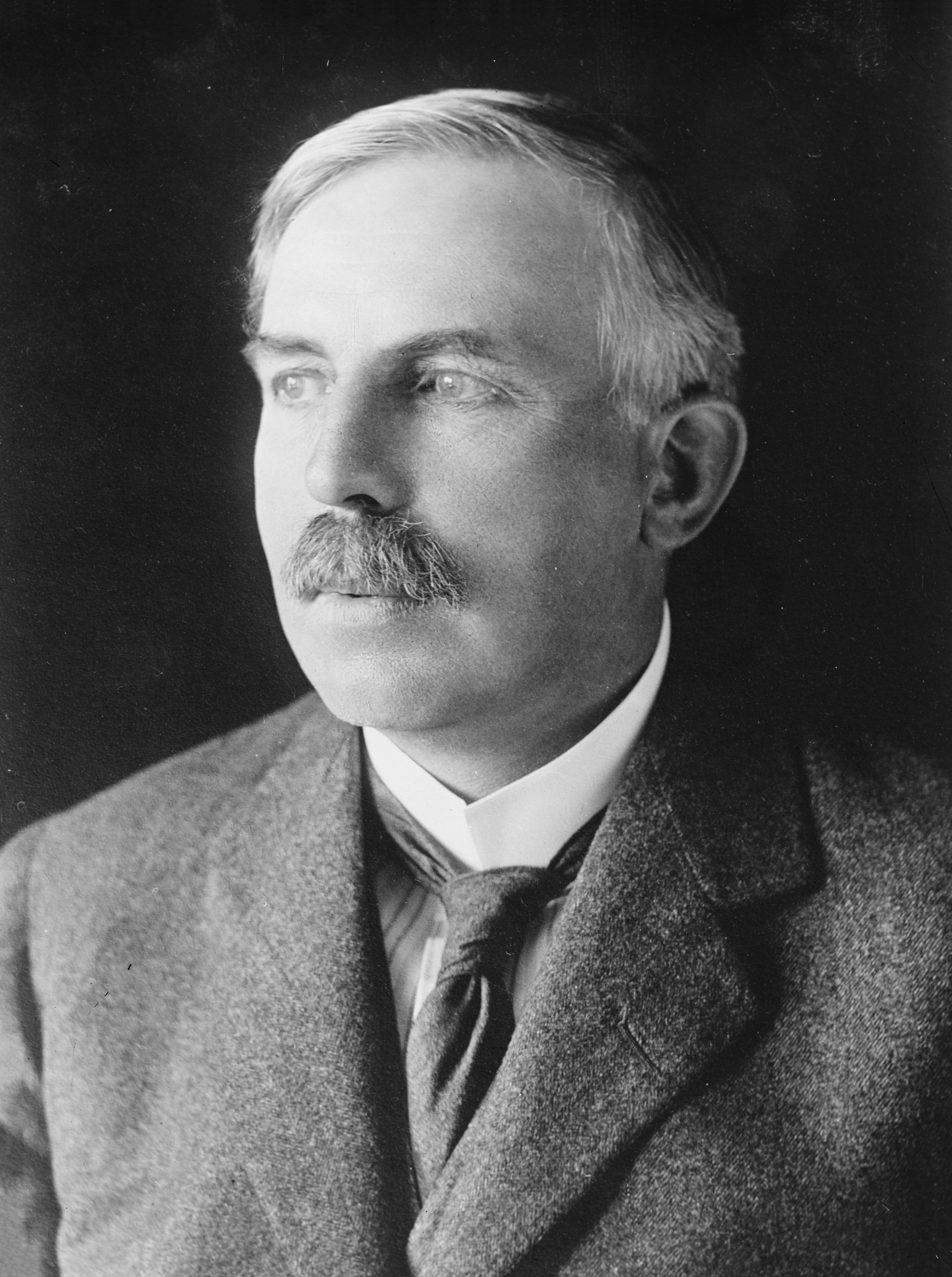
Ernest Rutherford, je považován za zakladatele jaderné fyziky a v roce 1908 obdržel Nobelovu cenu za chemii

Harriet byla první postgraduální studentkou v Kanadě pod vedením sira Ernesta Rutherforda. Věnovala se elektřině a magnetismu. V roce 1899, ještě před dokončením své diplomové práce, byla její práce o tlumení elektrických kmitů publikována v Transactions of the Canadian Section of the Royal Society. Ve stejném roce byla jmenována pedagogem na nově vytvořené Royal Victoria College, ženské koleji McGillovy univerzity. V roce 1901 se stala první ženou, která tam získala magisterský titul.
V roce 1901 provedla řadu experimentů, aby určila povahu radioaktivních emisí thoria. Tyto experimenty se staly jedním ze základů pro rozvoj jaderné fyziky. Její a Rutherfordovy články z let 1901 a 1902 byly publikovány v Royal Society Transactions a ve Philosophical Magazine.
V roce 1901 získala Harriet stipendium k absolvování doktorátu z fyziky na Bryn Mawr College v Pensylvánii. Během roku zde získala prestižní Bryn Mawr European Fellowship. Rutherford zařídil, aby toto stipendium mohla využít pro práci v jeho bývalé laboratoři na univerzitě v Cambridge. Stala se tak první ženou, která studovala v Cavendishově laboratoři. Zatímco Harriet zde dokončila významnou práci během určeného času, její nadřízený Joseph John Thomson byl zaneprázdněn svým vlastním výzkumem a ignoroval její výsledky.
V roce 1903 se proto vrátila na McGillovu univerzitu v Montrealu. V roce 1904 poprvé pozorovala fenomén zpětného rázu, ale špatně si ho vyložila a nemohla ho experimentálně ověřit. Teprve v zimě 1908 v Berlíně se Otto Hahnovi podařilo nade vší pochybnost dokázat radioaktivní zpětný ráz a publikoval jej v Physikalische Zeitschrift na začátku roku 1909. O něco později Lise Meitner a Otto Hahn použili zpětný ráz k vývoji nové metody výroby produktů radioaktivního rozpadu.

## Pozdější léta

### Profesní kariéra
V roce 1905 přešla Harriet Brooks na fakultu Barnard College v New Yorku, kde se dva roky věnovala pedagogické činnosti.

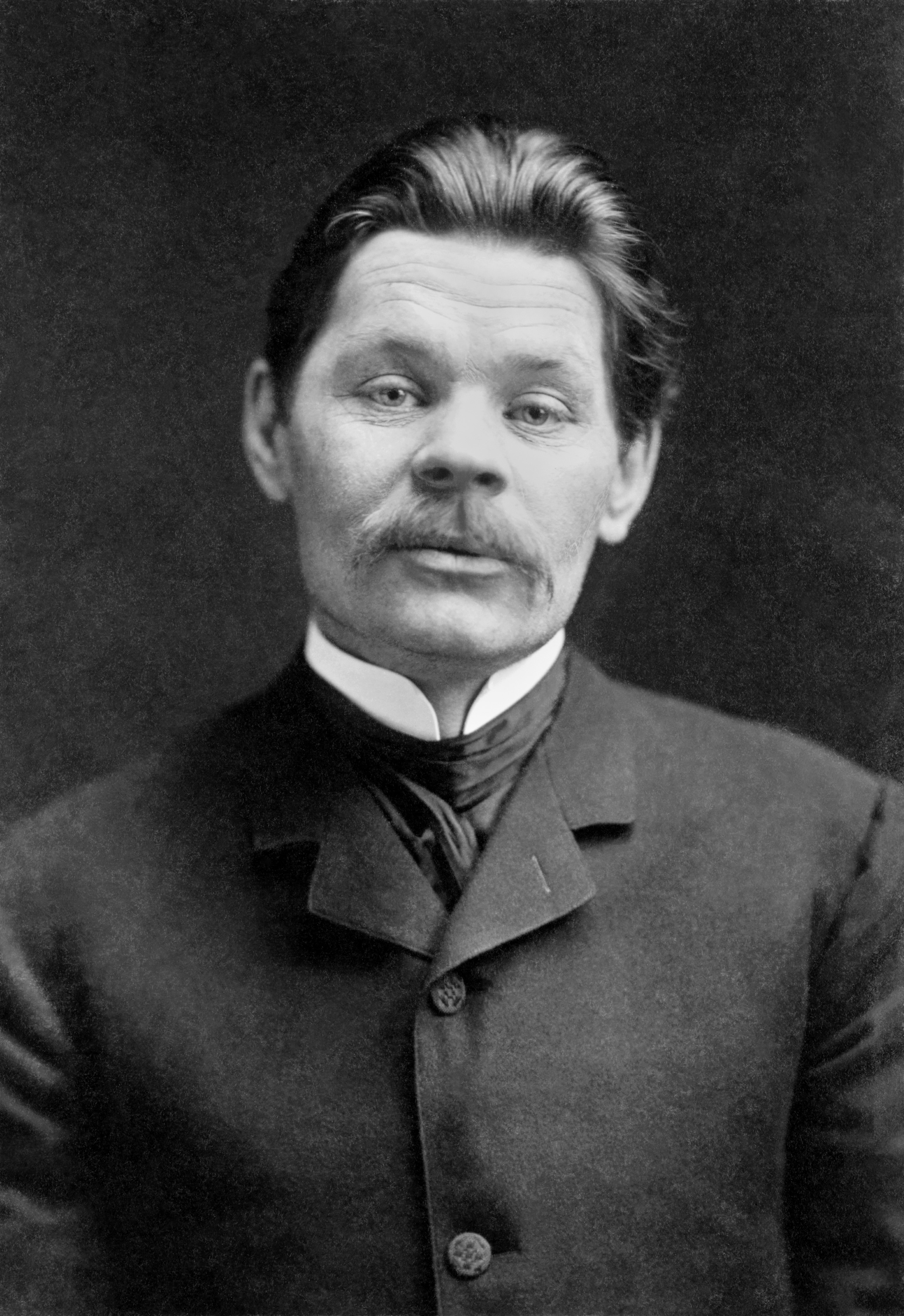
Maxim Gorkij, ruský spisovatel

V roce 1906 se zasnoubila s profesorem fyziky na Kolumbijské univerzitě v New Yorku. To způsobilo, že děkanka Laura Gilová z Barnard College jí napsala: „Pokud se vaše manželství uskuteční, mělo by to ukončit váš oficiální vztah s vysokou školou. Člověk nemůže být zároveň vdanou ženou a úspěšným akademikem.“ Vedoucí fyzikálního oddělení Margaret Maltbyová naopak Harriet podporovala. Po ostré výměně dopisů, ve kterých se Harriet snažila vysvětlit, že zvládne své profesní i manželské povinnosti, nakonec své zasnoubení zrušila a na fakultě zůstala.

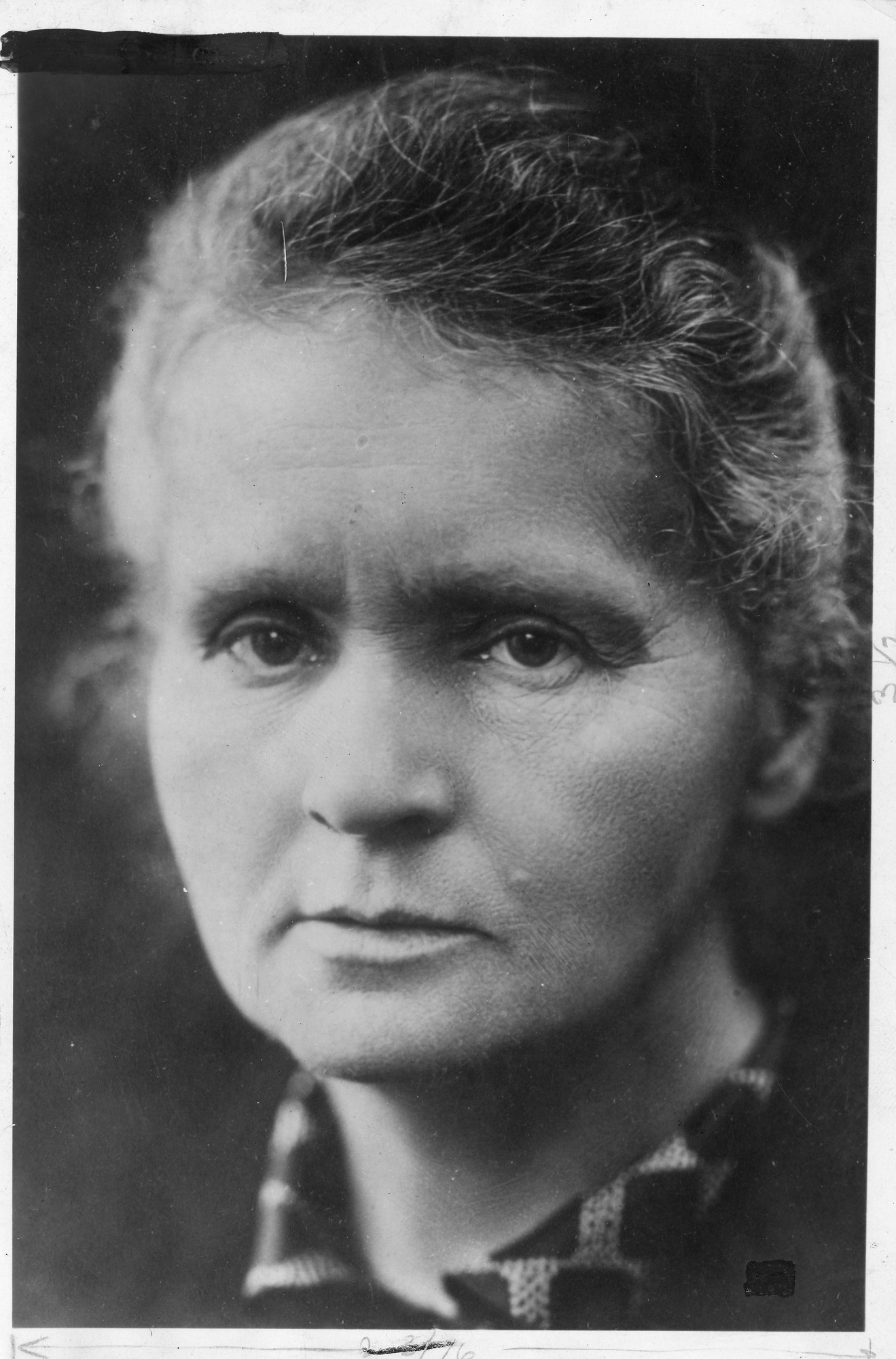
Marie Curie-Sklodowska, polská vědkyně a objevitelka, Nobelovu cenu obdržela dvakrát

V létě 1906 se Harriet přestěhovala do ústraní v pohoří Adirondack, kde se seznámila s Johnem a Prestonií Martinovými, kteří byli fabiánští socialisté. Prostřednictvím nich se seznámila s ruským spisovatelem Maximem Gorkým. V říjnu 1906 se s ním a skupinou dalších Rusů vydala na italský ostrov Capri. Během této cesty se setkala s Marií Curie-Sklodowskou a krátce poté začala pracovat jako jedna z jejich zaměstnanců v Institut du Radium v Paříži ve Francii. Ačkoli žádný z jejich výzkumů z té doby nebyl publikován pod jejím jménem, byly její příspěvky považovány za velmi cenné a byla citována ve třech současných článcích publikovaných pod záštitou Curieova institutu.
Během této doby získala místo na univerzitě v Manchesteru na základě doporučujícího dopisu Rutherforda. V dopise mimo jiné uvedl: " Slečna Brooks je vedle paní Curie nejprominentnější fyzičkou na oddělení radioaktivity. Je originální a pečlivá pracovnice s dobrými experimentálními schopnostmi a jsem přesvědčen, že pokud by byla jmenována, odvedla by vynikající výzkumnou práci ve fyzice."
Harriet Brooks se však z neznámých důvodů rozhodla ukončit svou vědeckou kariéru. To dalo prostor spekulacím, které poukazovaly na to, že dala přednost konvenčním potěšením před vědou.

### Osobní život a smrt
V roce 1907 se ve věku 31 let Harriet provdala za bohatého inženýra Franka Henryho Pitchera, který pracoval ve společnosti Montreal Power and Water. Manželé se usadili v Montrealu a měli spolu tři děti, z nichž dvě tragicky zahynuly již v pubertě. V manželství se její život točil kolem domácnosti a organizování činností domácího služebnictva. Zůstala však aktivní v organizacích univerzitních žen, ale již nepracovala v oblasti fyziky. Také její sestra Elizabeth se provdala, vzala si kolegu fyzika Arthura Stewarta Evu.
Harriet Brooks zemřela 17. dubna 1933 v Montrealu ve věku 57 let na leukémii způsobenou ozářením. Nekrolog v The New York Times z 18. dubna 1933 ji označil za "objevitelku zpětného rázu radioaktivního atomu". Sir Ernest Rutherford o ní napsal velmi pochvalný článek v časopise Nature.